# Joachim Ntahondereye
Joachim Ntahondereye (ur. 8 maja 1953 w Camzai) – burundyjski duchowny rzymskokatolicki, od 2003 biskup Muyinga.

## Życiorys
Święcenia kapłańskie przyjął 16 listopada 1980 i został inkardynowany do diecezji Ruyigi. Był m.in. ekonomem diecezjalnego niższego seminarium, a także wykładowcą w seminarium w Gitega.
14 grudnia 2002 papież Jan Paweł II mianował go biskupem Muyingi. Sakry biskupiej udzielił mu 1 marca 2003 abp Simon Ntamwana.
10 marca 2017 został wybrany przewodniczącym Konferencji Episkopatu Burundi.